# Papyrus Oxyrhynchus L 3525

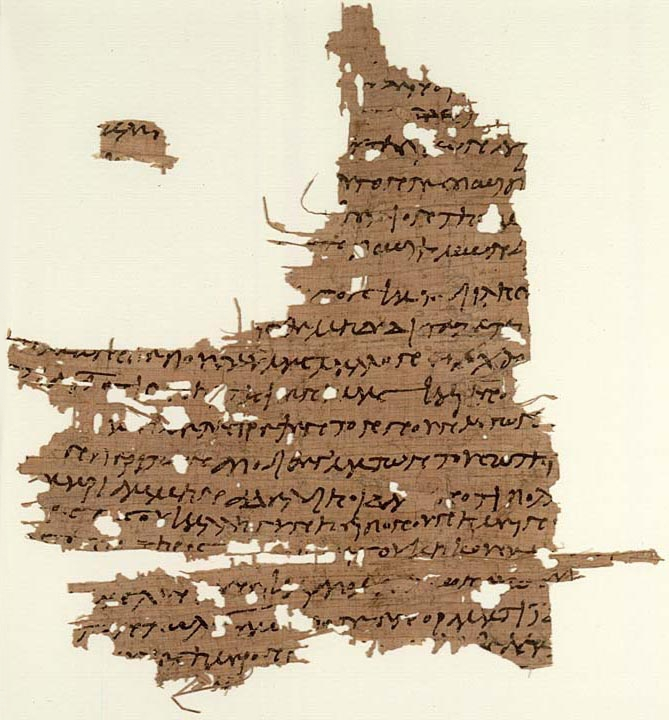
Papyrus Oxyrhynchus L 3525

Papyrus Oxyrhynchus L 3525 ist eine Kopie des apokryphen Evangeliums der Maria in griechischer Sprache. Das Papyrus-Manuskript in Rollenform wurde im ägyptischen Ort Oxyrhynchos gefunden (siehe Oxyrhynchus-Papyri) und durch die Paläografie dem dritten Jahrhundert zugeordnet. Es ist eines von drei Manuskripten und – neben dem kürzeren Papyrus 463 – eines von zwei erhaltenen griechischen Manuskripten des Evangeliums der Maria. 

## Beschreibung
Nur ein kleines Fragment eines einzigen Blattes (vermutlich von einer Rolle) überdauerte die Zeit. Das Fragment ist an allen Seiten gebrochen und beinhaltet das Material, das auch in dem koptischen Manuskript in 9.1–10.10 überliefert ist. Für die schwierige Rekonstruktion der fehlenden Teile (insbesondere die Anfänge und die Enden der Zeilen) ist man auf den koptischen Text angewiesen. Es existieren mehrere Unterschiede zwischen dem griechischen Fragment und dem koptischen Text.
Es wurde in ca. 50 Buchstaben pro Zeile geschrieben. Die Nomina sacra sind in abgekürzter Form geschrieben. Der Text wurde durch P. J. Parsons herausgegeben. Heute ist das Manuskript in den Papyrology-Räumen (Papyrology Rooms) der Bodleian Art, Archaeology and Ancient World Library in Oxford mit der Regalnummer P. Oxy. L 3525 zu finden.